# Anthophora codentata
Anthophora codentata är en biart som beskrevs av Wu 2000. Anthophora codentata ingår i släktet pälsbin, och familjen långtungebin. Inga underarter finns listade i Catalogue of Life.